# Giacomo Manzù
Giacomo Manzù, pseudonimo di Giacomo Manzoni (Bergamo, 22 dicembre 1908 – Aprilia, 17 gennaio 1991), è stato uno scultore e pittore italiano.

## Biografia

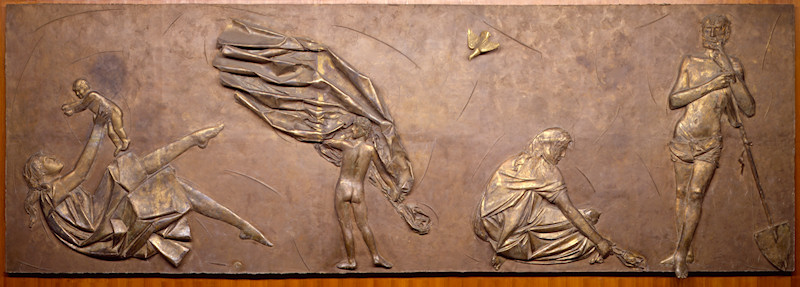
Il risparmio familiare o La Famiglia nel Risparmio, 1970
Fondazione Cariplo

Nacque a Bergamo, dodicesimo dei figli del calzolaio e sagrestano Angelo Manzoni e della moglie Maria Pesenti, imparando da giovanissimo a lavorare e intagliare il legno. S'avvicina all'arte durante il servizio militare, svolto a Verona (1927-1928), dove studia le porte di San Zeno e i calchi dell'Accademia di belle arti Gian Bettino Cignaroli.
Nel 1929, dopo un breve soggiorno a Parigi, Manzù va a vivere a Milano, dove l'architetto Giovanni Muzio gli commissiona la decorazione della cappella dell'Università Cattolica del Sacro Cuore, che verrà eseguita tra il 1931 e il 1932. Sempre nel 1932 partecipa ad una mostra collettiva presso la Galleria il Milione.
Nel 1933, espone alla Triennale di Milano una serie di busti che gli valgono apprezzamenti e l'anno successivo tiene la sua prima mostra importante col pittore Aligi Sassu, con cui condivide lo studio, alla galleria "Cometa" di Roma.
Nel 1934 sposa Antonia (Tina) Oreni, dalla quale ebbe tre figli: Laurina (1935-1936), Donatella (1936-1938) e Pio (1939-1969). Da lei si separerà nel 1954.
Nel 1938 inizia la serie dei Cardinali, tema iconografico di tutta la sua carriera.
Il primo Cardinale seduto, di 65 cm di altezza, verrà esposto alla Quadriennale di Roma del 1939 insieme al David, e successivamente acquistato dalla Galleria d'Arte Moderna di Roma.

Produrrà più di 300 versioni di questo tema, differenti per dimensioni, posizione e materiali, fra queste il Cardinale seduto resta la figura più replicata e famosa della serie.
Nel 1939 inizia a produrre una serie di bassorilievi in bronzo (stiacciato fiorentino), le Deposizioni e le Crocifissioni per la serie Cristo nella nostra umanità, in cui il tema sacro della morte di Gesù Cristo viene usato per simboleggiare prima la brutalità del regime fascista e poi gli orrori della guerra. L'esposizione delle opere, tenutasi a Milano nel 1942, verrà severamente criticata dalle autorità politiche ed ecclesiastiche.
Nel frattempo, nel 1940, Manzù ottiene la cattedra di scultura dell'Accademia di belle arti di Brera che lascerà per dissensi con le autorità accademiche sul programma di studi per spostarsi a insegnare scultura dell'Accademia Albertina di Torino. Lascerà quindi la città con l'imperversare della guerra rifugiandosi a Clusone. Il suo nudo Francesca Blanc vince il premio della Quadriennale di Roma del 1943.

Cardinale seduto
bronzo, 1974/75
Getty Museum - Los Angeles

Nel dopoguerra torna ad insegnare all'Accademia di Brera fino al 1954 e quindi alla Sommerakademie di Salisburgo fino al 1960 dove conosce Inge Schabel (1936-2018), che diventerà la sua compagna di vita e con cui avrà due figli, Giulia e Mileto. Lei e la sorella Sonja diventano le modelle di tutti i suoi ritratti.
In quel periodo inizia a lavorare, insieme ad Alfredo Biagini, alla realizzazione della Porta della Morte per la basilica di San Pietro in Vaticano (compiuta nel 1964). La porta vaticana, che impegna l'artista dal 1947 al 1964, diviene l'epicentro di una poetica che, nel dialogare con la tradizione, ne rifiuta gli aspetti più strettamente accademici.
Verso la fine degli anni Cinquanta, nasce la collaborazione con la fonderia MAF di Milano con cui può creare un maggior numero di sculture e quindi ampliare in forme monumentali le proprie creazioni che vengono impostate, nel 1956, sul nuovo tema della Madre con bambino; realizza inoltre la Porta dell'Amore per il Duomo di Salisburgo (1955-1958).
Nel 1962 partecipa, insieme ai più importanti scultori internazionali del periodo, alla mostra Sculture nella città organizzata da Giovanni Carandente nell'ambito del V Festival dei Due Mondi a Spoleto, presentando tre sculture in bronzo: Pattinatrice del 1958, Cardinale del 1959 e La grande chiave del 1959.
Nel 1964 Manzù va a vivere in una villa vicino Ardea (RM), nella località di Campo del Fico nella frazione di Fossignano adiacente all'antica rocca di Ardea, ma nel comune di Aprilia. La località fra Ardea e Aprilia è oggi stata ribattezzata Colle Manzù e anche il comune di Aprilia ha dedicato a Manzù la propria biblioteca comunale e la sala conferenze.
Realizza la Porta della Pace e della Guerra per la chiesa di Saint Laurens a Rotterdam (1965-1968) e, dopo circa dieci anni di bassorilievi, torna all'opera a figura intera realizzando in bronzo figure femminili che vanno dai ritratti della moglie a temi più o meno scopertamente erotici come l'Artista con la modella (rilievo), gli Amanti e lo Strip-tease.
Nel 1965 si completa l'acquisto del terreno dove sarà edificato il Museo Amici di Manzù in Ardea, alla confluenza di due corsi d'acqua: Fosso di sant'Antonio che si getta nell'Incastro, un corso d'acqua leggendario presente nell'Eneide e nella storia di Roma, menzionato nell'Assedio di Ardea da parte di Tarquinio il Superbo.
Nel 1969 si ha l'inaugurazione del Museo Amici di Manzù di Ardea. Lo stesso anno muore il figlio designer Pio.
Nei tardi anni sessanta diventa scenografo, allestendo costumi e scene per Igor' Fëdorovič Stravinskij (per il suo Edipo Re del 1964), Goffredo Petrassi, Claude Debussy, Richard Wagner e Giuseppe Verdi.
Nel 1968 Curtis Bill Pepper scrive su di lui il libro An Artist And the Pope; il papa menzionato nel titolo è Giovanni XXIII, suo conterraneo e amico personale; il libro viene tradotto in italiano, tedesco, spagnolo e francese. La fama dello scultore giunge intanto in Giappone, dove nel 1973 si è tenuta una mostra personale presso il Museo di Arte Moderna di Tokyo.
(Giacomo Manzù, 5, dedica incisa nel Monumento al partigiano)

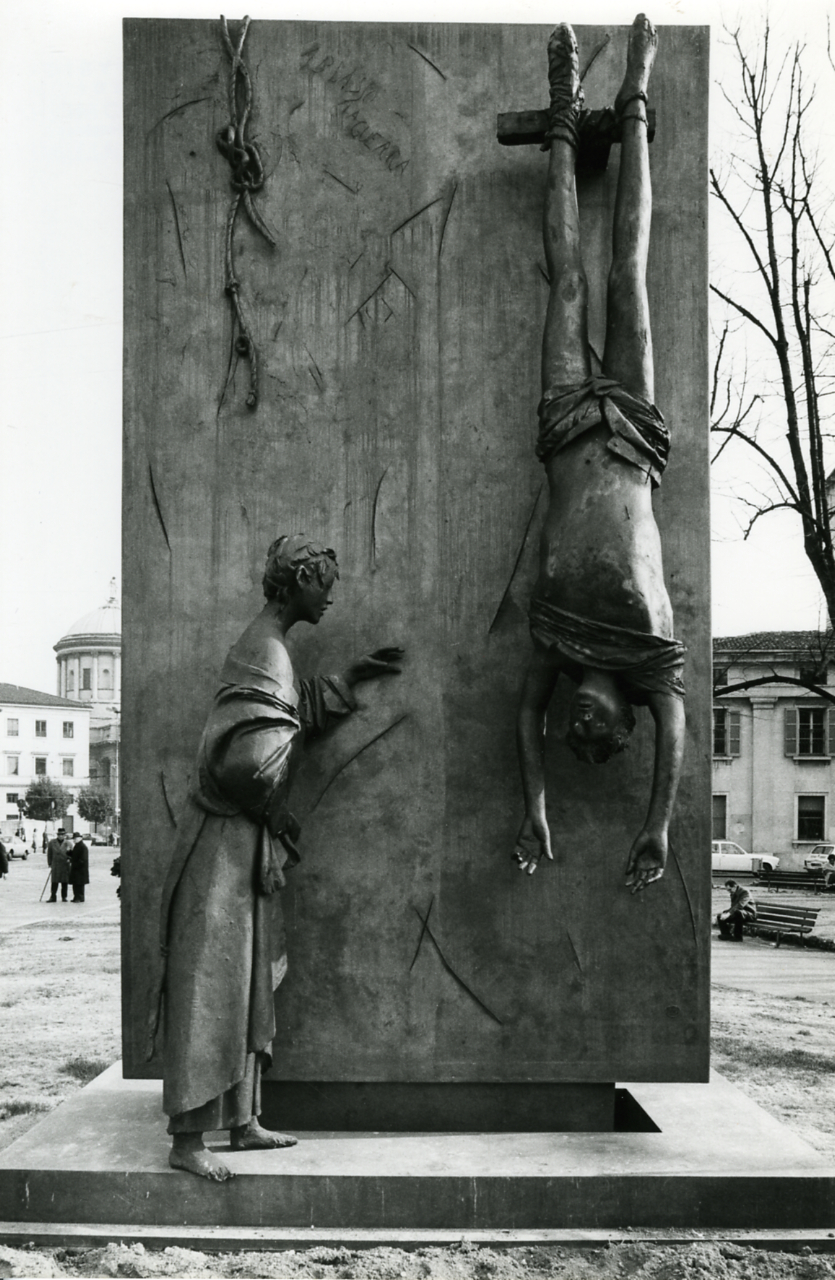
Monumento al partigiano (1977), Bergamo. Foto di Paolo Monti.

È suo il Monumento al partigiano sito a Bergamo, inaugurato nel 1977. Sempre a Bergamo numerose sue opere sono raccolte alla Galleria d'Arte Moderna e Contemporanea.
Nel 1979 Manzù dona le sue opere allo Stato Italiano. Nel 1989, a New York, viene inaugurata di fronte alla sede dell'ONU l'ultima sua grande realizzazione, una scultura in bronzo alta 6 metri.
Manzù muore nella sua villa-museo a Campo del Fico, il 17 gennaio 1991.

## Altri riconoscimenti
Giacomo Manzù ha vinto per due volte il Premio Feltrinelli, conferito dall'Accademia dei Lincei: nel 1953 ha ottenuto il premio riservato a cittadini italiani, nel 1983 il Premio Internazionale.

## Giacomo Manzù nei musei
- Hirshorn Museum and sculpture garden, WASHINGTON DC, USA (self portrait with model at Bergamo; young girl on a chair)
- Collezione d'Arte Religiosa Moderna dei Musei Vaticani, della Città del Vaticano
- Museo all'aperto Bilotti di Cosenza
- Galleria d'arte moderna e contemporanea di Bergamo
- Museo Giacomo Manzù di Ardea
- Fondazione Lercaro, Bologna
- Museo Novecento di Firenze
- MAGI '900 di Pieve di Cento (BO)
- Museo Palazzo Ricci, Macerata
- Museo Botero, Bogotà (Colombia): Cardinale seduto (bronzo, 1953)[9]
- Albertina Museum, Wien (Vienna, Austria)